# Sissa Trecasali
Sissa Trecasali (Sèsa Tricasè in dialetto parmigiano) è un comune italiano sparso di 7 961 abitanti della provincia di Parma in Emilia-Romagna, nella bassa parmense.
È stato istituito il 1º gennaio 2014 dalla fusione dei comuni di Sissa e Trecasali.

## Storia
Per iniziativa delle amministrazioni dei due comuni di Sissa e Trecasali, situati della Bassa parmense, è stato avviato un progetto di fusione tra i due enti, seguendo l'iter previsto dall'art. 133, comma 2, della Costituzione e disciplinato in dettaglio dalle leggi regionali in materia di circoscrizioni comunali. Il progetto ha ottenuto il pronunciamento favorevole di ambedue i consigli comunali nonché il parere positivo della Regione Emilia-Romagna. Il 6 ottobre 2013 si è tenuto un referendum popolare, di natura consultiva, tra le popolazioni interessate le quali si sono espresse a favore della fusione e scegliendo la denominazione della nuova realtà amministrativa, scegliendo tra una rosa di proposte ("Terre del basso Taro", "Sissa e Trecasali", "Trecasali e Sissa", "Sissa Trecasali", "Trecasali Sissa"). La Regione, prendendo atto dell'esito positivo della consultazione, ha decretato l'istituzione del nuovo ente comunale di "Sissa Trecasali".
Il nuovo comune è attivo dal 1º gennaio 2014; è stato retto da un Commissario prefettizio fino alle elezioni del 25 maggio 2014, in cui vinse l'ex sindaco di Trecasali alla testa di una lista civica di centro-sinistra.

### Simboli
Lo stemma e il gonfalone del comune di Sissa Trecasali sono stati concessi con decreto del presidente della Repubblica del 10 dicembre 2014.
Il gonfalone è un drappo partito di azzurro e di bianco.

## Monumenti e luoghi di interesse
- Rocca dei Terzi
- Chiesa di Santa Maria Assunta (Sissa Trecasali)
- Chiesa di San Michele Arcangelo (Sissa Trecasali)
- Chiesa dei Santi Antonio Abate e Bernardino
- Chiesa dei Santi Quirico e Giulitta (Sissa Trecasali)
- Chiesa di Sant'Amatore (Sissa Trecasali)
- Chiesa di San Donnino (Sissa Trecasali)
- Chiesa di San Giovanni Evangelista (Sissa Trecasali)

## Società

### Evoluzione demografica
Abitanti censiti

### Etnie e minoranze straniere
Al 31 dicembre 2023 la popolazione straniera era di 941 persone, pari all'11,91% della popolazione.

## Amministrazione
Di seguito è presentata una tabella relativa alle amministrazioni che si sono succedute in questo comune.
| Periodo         | Periodo        | Primo cittadino  | Partito                                         | Carica              | Note   |
| --------------- | -------------- | ---------------- | ----------------------------------------------- | ------------------- | ------ |
| 1º gennaio 2014 | 26 maggio 2014 | Luigi Swich      |                                                 | Comm. straordinario | [ 14 ] |
| 26 maggio 2014  | 27 maggio 2019 | Nicola Bernardi  | lista civica: "Un futuro comune"                | Sindaco             | [ 14 ] |
| 27 maggio 2019  | 9 giugno 2024  | Nicola Bernardi  | lista civica: "Un progetto per Sissa Trecasali" | Sindaco             | [ 14 ] |
| 9 giugno 2024   | in carica      | Igino Zanichelli | lista civica: "Siamo Sissa Trecasali"           | Sindaco             | [ 14 ] |